# Éder Luiz Lima de Souza
Éder Luiz Lima de Souza, meglio noto come Éder (Campinas, 9 gennaio 1987), è un calciatore brasiliano, attaccante del Rio Claro.

## Palmarès

### Club

#### Competizioni statali
- Campionato Carioca: 1

Flamengo: 2008
- Taça Guanabara: 1

Flamengo: 2008

#### Competizioni nazionali
- Coppa di Grecia: 1

AEK Atene: 2010-2011
- K League 1: 1

Jeonbuk Hyundai: 2017